# A Nemzetközi Csapat az 1896. évi nyári olimpiai játékokon
Az 1896. évi nyári olimpiai játékokon a Nemzetközi Csapat színeiben 3 páros szerzett érmet.
A korai olimpiai játékokon még engedélyezték különböző országokból való sportolók közös szereplését. Napjainkban az ezen sportolók által elért eredményeket a Nemzetközi Csapat eredményei között említi a Nemzetközi Olimpiai Bizottság (NOB).

## Érmesek
| Érem  | Versenyző                                                  | Sportág | Versenyszám |
| ----- | ---------------------------------------------------------- | ------- | ----------- |
| Arany | John Pius Boland (GBR) · Friedrich Traun (GER)             | Tenisz  | Páros       |
| Ezüst | Dimitrios Kasdaglis (GRE) · Dimítriosz Petrokókinosz (GRE) | Tenisz  | Páros       |
| Bronz | Edwin Flack (AUS) · George S. Robertson (GBR)              | Tenisz  | Páros       |

## Tenisz
| Versenyző                                                  | Versenyszám | Negyeddöntő                                                                     | Elődöntő                                                                     | Döntő                                                                                    | Helyezés |
| Versenyző                                                  | Versenyszám | Ellenfél Eredmény                                                               | Ellenfél Eredmény                                                            | Ellenfél Eredmény                                                                        | Helyezés |
| ---------------------------------------------------------- | ----------- | ------------------------------------------------------------------------------- | ---------------------------------------------------------------------------- | ---------------------------------------------------------------------------------------- | -------- |
| John Pius Boland (GBR) · Friedrich Traun (GER)             | Páros       | Görögország (GRE) · Arisztídisz Akratópulosz · Konsztandínosz Akratópulosz · GY | erőnyerő                                                                     | Nemzetközi Csapat (ZZX) · Dimitrios Kasdaglis · Dimítriosz Petrokókinosz · 5–7, 6–4, 6–1 |          |
| Dimitrios Kasdaglis (GRE) · Dimítriosz Petrokókinosz (GRE) | Páros       | Görögország (GRE) · Konsztandínosz Paszpátisz · Evángelosz Rálisz · GY          | Nemzetközi Csapat (ZZX) · Edwin Flack · George S. Robertson · GY             | Nemzetközi Csapat (ZZX) · John Pius Boland · Friedrich Traun · 7–5, 4–6, 1–6             |          |
| Edwin Flack (AUS) · George S. Robertson (GBR)              | Páros       | erőnyerő                                                                        | Nemzetközi Csapat (ZZX) · Dimitrios Kasdaglis · Dimítriosz Petrokókinosz · V | kiesett                                                                                  |          |